# Rakinac
Rakinac (cyr. Ракинац) – wieś w Serbii, w okręgu podunajskim, w gminie Velika Plana. W 2011 roku liczyła 943 mieszkańców.